# Draft de la NBA Development League de 2013
El Draft de la NBA Development League de 2013 se celebró el día 1 de noviembre de 2013. Constó de ocho rondas.

## Selecciones del draft
| PG | Base | SG | Escolta | SF | Alero | PF | Ala Pívot | C | Pívot |

### Primera ronda
| Pick | Jugador                | Pos. | Nacionalidad      | Equipo                   | Universidad / Club |
| ---- | ---------------------- | ---- | ----------------- | ------------------------ | ------------------ |
| 1    | Grant Jerrett          | PF   | Estados Unidos    | Tulsa 66ers              | Arizona            |
| 2    | James Johnson          | F    | Estados Unidos    | Rio Grande Valley Vipers | Wake Forest        |
| 3    | Quincy Douby           | G    | Estados Unidos    | Sioux Falls Skyforce     | Rutgers            |
| 4    | Pierre Jackson         | PG   | Estados Unidos    | Idaho Stampede           | Baylor             |
| 5    | C. J. Aiken            | PF   | Estados Unidos    | Texas Legends            | Saint Joseph's     |
| 6    | Norvel Pelle           | PF   | Antigua y Barbuda | Delaware 87ers           | Price              |
| 7    | DeAndre Liggins        | SF   | Estados Unidos    | Sioux Falls Skyforce     | Kentucky           |
| 8    | Reginald Buckner       | PF   | Estados Unidos    | Erie BayHawks            | Ole Miss           |
| 9    | Thanasis Antetokounmpo | G    | Grecia            | Delaware 87ers           | Filathlitikos B.C. |
| 10   | Terrance Henry         | PF   | Estados Unidos    | Maine Red Claws          | Ole Miss           |
| 11   | William Buford         | SG   | Estados Unidos    | Iowa Energy              | Ohio State         |
| 12   | Kyle Hunt              | C    | Estados Unidos    | Austin Toros             | Science and Arts   |
| 13   | Bo Spencer             | G    | Estados Unidos    | Canton Charge            | Nebraska           |
| 14   | Gilbert Brown          | SF   | Estados Unidos    | Canton Charge            | Pittsburgh         |
| 15   | Scott Suggs            | SG   | Estados Unidos    | Santa Cruz Warriors      | Washington         |
| 16   | Dario Hunt             | C    | Estados Unidos    | Rio Grande Valley Vipers | Nevada             |
| 17   | Aaron Johnson          | PG   | Estados Unidos    | Bakersfield Jam          | UAB                |

### Segunda ronda
| Pick | Jugador           | Pos. | Nacionalidad   | Equipo                   | Universidad / Club |
| ---- | ----------------- | ---- | -------------- | ------------------------ | ------------------ |
| 18   | Frank Gaines      | PG   | Estados Unidos | Maine Red Claws          | Purdue Fort Wayne  |
| 19   | Kevin Foster      | G    | Estados Unidos | Reno Bighorns            | Santa Clara        |
| 20   | Jonathan Kreft    | C    | Estados Unidos | Santa Cruz Warriors      | Florida State      |
| 21   | Kellen Thornton   | F    | Estados Unidos | Idaho Stampede           | Tennessee State    |
| 22   | Rashad Anderson   | SG   | Estados Unidos | Texas Legends            | UConn Huskies      |
| 23   | Josh Magette      | PG   | Estados Unidos | Los Angeles D-Fenders    | Alabama–Huntsville |
| 24   | Ryan Evans        | SF   | Estados Unidos | Erie BayHawks            | Wisconsin          |
| 25   | Darren White      | G    | Estados Unidos | Erie BayHawks            | Campbell           |
| 26   | Reggie Johnson    | G    | Estados Unidos | Delaware 87ers           | Miami              |
| 27   | Abdul Gaddy       | PG   | Estados Unidos | Iowa Energy              | Washington         |
| 28   | Chase Tapley      | SG   | Estados Unidos | Tulsa 66ers              | San Diego State    |
| 29   | Cameron Bennerman | G    | Estados Unidos | Austin Toros             | NC State           |
| 30   | Alfred Aboya      | PF   | Camerún        | Fort Wayne Mad Ants      | UCLA               |
| 31   | Zane Johnson      | G    | Estados Unidos | Canton Charge            | Hawaii Warriors    |
| 32   | Tony Bishop       | SF   | Panamá         | Rio Grande Valley Vipers | Texas State        |
| 33   | Kevin Parrom      | SF   | Estados Unidos | Rio Grande Valley Vipers | Arizona            |
| 34   | Carlos Strong     | PG   | Estados Unidos | Bakersfield Jam          | Boston University  |